# Purulhá
Purulhá é uma cidade da Guatemala do departamento de Baja Verapaz.